# جوائز محمد السادس للقرآن الكريم
جوائز محمد السادس للقرآن الكريم هي من فروع جوائز محمد السادس التي تشمل مُخْتلف الجوائز من بينها القرآن والحديث والفكر والخط، وهي جوائز سنوية تنظمها وزارة الأوقاف والشؤون الإسلامية المغربية، وتتكون جوائز محمد السادس للقرآن الكريم من عدة جوائز، أولها جائزة الكتاتيب القرآنية التي تنقسم إلى ثلاثة أصناف: جائزة على التيسير، وجائزة على منهجية التلقين، وجائزة على المردودية، وقيمة الجائزة الكبرى خمسون ألف درهم (50.000 درهم) في كل صنف، وتُوزع الجوائز في ليلة القدر.
وبعدها أُصدرت جائزة في حفظ القرآن وترتيله وتجويده وتفسيره وتتكون من مسابقتين، مسابقة دولية وأخرى وطنية، بالنسبة للمسابقة الدولية فتقام بين مشاركين من أكثر من ثلاثين دولة، وتنقسم إلى فرعين: فرع الحفظ الكامل مع الترتيل والتفسير، وفرع حفظ خمسة أحزاب مع التجويد وحسن الترتيل وتُقدر قيمتها الكبرى بخمسين ألف درهم (50.000 درهم)، وتجرى بمناسبة ذكرى المولد النبوي. أما المسابقة الوطنية فيشارك فيها مشاركون من داخل المغرب، وتنقسم إلى ثلاثة فروع أساسية، وهي: فرع حفظ القرآن كاملاً وترتيله، وفرع التجويد بالطريقة المغربية مع حفظ خمسة أحزاب على الأقل، وفرع التجويد بالطريقة المشرقية مع حفظ خمسة أحزاب على الأقل، وتقدر قيمتها الكبرى بخمسة عشر ألف درهم (15.000 درهم)، وتجرى خلال شهر رمضان. وعلى هامش المسابقة الوطنية تُقام جائزة الطفل الحافظ، وتقدر قيمتها بخمسين ألف درهم (50.000 درهم).
ثم صَدَرت جائزة أهل القرآن التي تُمنح بمناسبة ليلة القدر للمتميزين في خدمة القرآن أو في علم من علومه والعاملين على نشره وأدائه، وقيمتها مائة ألف درهم (100.000 درهم).

## تاريخ الجوائز
كانت جائزة الكتاتيب القرآنية أول الجوائز انطلاقًا؛ حيث بدأ تنظيمها بعد مرسوم ملكي من ملك المغرب محمد السادس في 12 جمادى الأولى 1423هـ الموافق 23 يوليو 2002م، وحسب ما جاء في المرسوم فإن هدف الجائزة هو: «دعم دور الكتاتيب القرآنية في تكوين الناشئة المسلمة، وتثبيت القيم الإسلامية لديها، وتربيتها التربية الإسلامية المتسمة بالاستقامة والصلاح والاعتدال والتسامح.»
ثم صدر مرسوم بتنظيم «جائزة محمد السادس في حفظ القرآن الكريم وترتيله وتجويده وتفسيره»، في 7 محرم 1426 هـ الموافق 16 فبراير 2005م، ويهم إحداث جائزة دولية وجائزة وطنية، وتقام هاتان الجائزتان كل عام وتمنح الجائزة الدولية في ذكرى المولد النبوي، في حين تمنح الجائزة الوطنية في شهر رمضان. وعلى هامش الجائزة الوطنية تقام جائزة الطفل الحافظ للقرآن الكريم.
وفي 19 ذي القعدة 1428 هـ الموافق 30 نوفمبر 2007 صدر موسوم باستحداث جائزة لأهل القرآن، تُمنح للعاملين بخدمة القرآن وعلومه، وقيمتها مائة ألف درهم (100.000 درهم).

## جائزة الكتاتيب القرآنية

شعار جائزة محمد السادس للكتاتيب القرآنية

هي جائزة يتنافس عليها معلمو القرآن الكريم للأطفال الصغار في المغرب، أَمَرَ محمد السادس بإحداثها في الظهير الملكي رقم 1.02.204 الذي صدر يوم 12 جمادى الأولى 1423هـ الموافق 23 يوليو 2002م، وتُمنح هذه الجائزة للفائزين في فروعها الثلاثة: منهجية التلقين، وحسن التسيير، والمردودية، وذلك في ليلة القدر من شهر رمضان من كل سنة، حيث تعتبر مكافأةً على المجهودات المبذولة في تحفيظ وتعليم القرآن الكريم.

### الأصناف والأهداف
تشتمل جائزة محمد السادس للكتاتيب القرآنية على الأصناف الثلاثة الآتية:
1. جائزة محمد السادس على التسيير: وتُمْنَح هذه الجائزة للأشخاص الذين طبقوا نظمًا وأساليب تمكن من تطوير إدارة الكتاتيب القرآنية والمحافظة في نفس الوقت على خصوصياتها باعتبارها مؤسسات للتعليم العتيق.
2. جائزة محمد السادس على منهجية التلقين: وتُمْنَح هذه الجائزة للأشخاص الذين أبدعوا مناهج وأدوات ووسائل تربوية جديدة وفاعلة في تلقين القرآن الكريم بالكتاتيب القرآنية، وتعتبر المناهج والوسائل والأدوات التربوية جديدة وفاعلة إذا كانت مبتكرة وأدّت إلى تحسين قدرة الأطفال على حفظ القرآن الكريم.
3. جائزة محمد السادس على المردودية: وتُمْنَح هذه الجائزة للكتاتيب القرآنية التي تثبت قيامها بتلقين القرآن الكريم لأكبر عدد من الأطفال في وقت قياسي، وتثبيت القيم الإسلامية وتنمية الوعي الديني لديهم، وخلق بيئة إسلامية نموذجية داخل الكتاب القرآني.

وحسب ما جاء في المرسوم الملكي فلجائزة محمد السادس للكتاتيب القرآنية مجموعة من الأهداف يمكن اختصارها فيما يلي:
- دعم دور الكتاتيب القرآنية في تكوين الناشئة المسلمة، وتثبيت القيم الإسلامية لديها، وتربيتها التربية الإسلامية المتسمة بالاستقامة والصلاح والاعتدال والتسامح.
- تحسين مناهج الكتاتيب القرآنية ودعم قدراتها التعليمية والتربوية والاستفادة من مستجدات العصر في الوسائل والمعدات التعليمية مع المحافظة على أصالة الكتاتيب وهويتها.
- تشجيع وتحفيز المشرفين والقائمين على الكتاتيب القرآنية على تطوير أسلوب أدائها مع المحافظة على خصوصياتها باعتبارها من مؤسسات التعليم العتيق.

### الترشيح للمسابقة
- الترشيح: تفتح لائحة الترشيحات لمدة ثلاثة أشهر تبدأ من تاريخ الإعلان عن الجائزة.[12] وتوجه الترشيحات إلى السلطة الحكومية المكلفة بالأوقاف والشؤون الإسلامية، ويتضمن ملف الترشيح للمسابقة الوثائق الآتية:[13]

1. طلب خطي للمشاركة في الجائزة موجه إلى السيد وزير الأوقاف والشؤون الإسلامية يحدد فيه صاحبه صنف الجائزة التي يترشح فيها.
2. نسخة من بطاقة التعريف الوطنية مُصادق عليها.
3. نسخة من عقد الازدياد بالنسبة لصغار السن.
4. مذكرة توضيحية مطبوعة مع اثنتي عشرة نسخة منها، لا تتجاوز 15 صفحة تتضمن: ماهية عمل المترشح، وكيفيات تنفيذه، وأثره في تطوير أداء الكتاب القرآني.
5. سيرة ذاتية عن المترشح: (الاسم الشخصي والعائلي - تاريخ ومكان الميلاد - العنوان الشخصي - الهاتف - رقم بطاقة التعريف الوطنية - الحياة العلمية - الأنشطة التربوية والعلمية والثقافية التي يمارسها المترشح - المشاركات العلمية والإصدارات والمنشورات إن وجدت).
6. استمارة التقويم تُسحب من مندوبيات الشؤون الإسلامية وتعبأ من لدن كل مترشح حسب أصناف الجائزة (منهجية التلقين–المردودية–التسيير).

- إيداع الملفات: يودع ملف الترشيح بمندوبية الشؤون الإسلامية التي يوجد الكتاب القرآني بدائرة تدبيرها وذلك خلال التاريخ الذي تحدده وزارة الأوقاف والشؤون الإسلامية في كل سنة.

### القيمة المالية
تنقسم مكافآت جائزة محمد السادس للكتاتيب القرآنية إلى مكافآت وطنية وأخرى جهوية:
- مكافآت وطنية: يُمنح الفائز الأول في كل صنف من الأصناف الثلاثة لجائزة محمد السادس للكتاتيب القرآنية مبلغاً مالياً قدره خمسون ألف درهم (50.000 درهم).[14] كما تخصص الوزارة للحائز على الدرجة الثانية في كل صنف من أصناف الجائزة مكافأة مالية قدرها عشرون ألف درهم (20.000 درهم)، وللحائز على الدرجة الثالثة في كل صنف من أصناف الجائزة مكافأة مالية قدرها عشرة آلاف درهم (10.000 درهم).[15]
- مكافآت جهوية: تمنح للفائزين الأوائل عن كل صنف من أصناف الجائزة مكافأة على المستوى الجهوي قدرها ألف درهم (1.000 درهم).[16]

### فائزون سابقون
| السنة                | اسم الفائز          | فئة الجائزة          | المدينة          |
| -------------------- | ------------------- | -------------------- | ---------------- |
| سنة 1424 هـ / 2003 م | محمد الغندوري       | جائزة منهجية التلقين | تطوان            |
| سنة 1424 هـ / 2003 م | عبد الرحمن فتحي     | جائزة حسن التسيير    | الناظور (المغرب) |
| سنة 1424 هـ / 2003 م | محمد السعيدي        | جائزة المردودية      | طنجة             |
| سنة 1425 هـ / 2004 م | حفيظ مخلص           | جائزة منهجية التلقين | أكادير           |
| سنة 1425 هـ / 2004 م | ابراهيم شكور        | جائزة حسن التسيير    | أكادير           |
| سنة 1425 هـ / 2004 م | علي الشيوة          | جائزة المردودية      | طنجة             |
| سنة 1426 هـ / 2005 م | أحمد أحواز          | جائزة منهجية التلقين | إنزكان آيت ملول  |
| سنة 1426 هـ / 2005 م | ابراهيم دهوز        | جائزة حسن التسيير    | شتوكة آيت باها   |
| سنة 1426 هـ / 2005 م | محمد آيت سيدي علي   | جائزة المردودية      | شتوكة آيت باها   |
| سنة 1427 هـ/ 2006 م  | محمد الصالحي        | جائزة منهجية التلقين | سطات             |
| سنة 1427 هـ/ 2006 م  | محمد أمكور          | جائزة حسن التسيير    | إنزكان آيت ملول  |
| سنة 1427 هـ/ 2006 م  | يونس يحو            | جائزة المردودية      | طنجة             |
| سنة 1428 هـ / 2007 م | أحمد جميل           | جائزة منهجية التلقين | آسفي             |
| سنة 1428 هـ / 2007 م | حميد الدمسيري       | جائزة حسن التسيير    | آسفي             |
| سنة 1428 هـ / 2007 م | الشيخ الخالدي       | جائزة المردودية      | الريصاني         |
| سنة 1429 هـ / 2008 م | عبد الله غازيوي     | جائزة منهجية التلقين | فاس              |
| سنة 1429 هـ / 2008 م | مولاي خالد الملوع   | جائزة حسن التسيير    | سطات             |
| سنة 1429 هـ / 2008 م | أحمد التوزاني       | جائزة المردودية      | الفحص أنجرة      |
| سنة 1430 هـ / 2009 م | عبد اللطيف الخمال   | جائزة منهجية التلقين | طنجة             |
| سنة 1430 هـ / 2009 م | محمد ضعيف           | جائزة المردودية      | برشيد            |
| سنة 1431 هـ / 2010 م | علي البوشواري       | جائزة منهجية التلقين | شتوكة آيت باها   |
| سنة 1431 هـ / 2010 م | المختار الشمسي      | جائزة المردودية      | الدار البيضاء    |
| سنة 1432هـ / 2011 م  | محمد موستبشير       | جائزة منهجية التلقين | إقليم الحوز      |
| سنة 1432هـ / 2011 م  | سعيد أبو منديل      | جائزة حسن التسيير    | القنيطرة         |
| سنة 1432هـ / 2011 م  | عبد الله لنصاري     | جائزة المردودية      | مراكش            |
| سنة 1433 هـ / 2012 م | محمد بوقسيم         | جائزة منهجية التلقين | تيزنيت           |
| سنة 1433 هـ / 2012 م | محمد البقالي        | جائزة حسن التسيير    | طنجة             |
| سنة 1433 هـ / 2012 م | حسن معتصم           | جائزة المردودية      | إقليم الحوز      |
| سنة 1434 هـ / 2013 م | محمد أيت الطالب     | جائزة منهجية التلقين | إقليم الحوز      |
| سنة 1434 هـ / 2013 م | عبد الرزاق الوزكيتي | جائزة حسن التسيير    | آسفي             |
| سنة 1434 هـ / 2013 م | إبراهيم بومعيز      | جائزة المردودية      | الدار البيضاء    |
| سنة 1435 هـ / 2014 م |                     |                      |                  |
| سنة 1436 هـ / 2015 م | مبارك المؤذن        | جائزة منهجية التلقين | الدار البيضاء    |
| سنة 1436 هـ / 2015 م | الطيب الجيدي        | جائزة حسن التسيير    | أكادير           |
| سنة 1436 هـ / 2015 م | أحمد إسماعيل        | جائزة المردودية      | الراشدية         |
| سنة 1437 هـ / 2016 م | محمد الحفيان        | جائزة منهجية التلقين | أرفود            |
| سنة 1437 هـ / 2016 م | عبد الرزاق الفلالي  | جائزة المردودية      | فاس              |
| سنة 1437 هـ / 2016 م | إبراهيم أسوكا       | جائزة المردودية      | إقليم الحوز      |

## جائزة حفظ وترتيل وتجويد وتفسير القرآن الكريم

### المسابقة الدولية
أُصدِر الظهير الملكي رقم 1.04.223 في 07 محرم 1426 هـ موافق 16 فبراير 2005م، الذي ينص على إحداث جائزة محمد السادس الدولية للقرآن الكريم التي تجرى بمناسبة ذكرى المولد النبوي خلال ربيع الأول من كل سنة هجرية، وتمنح عن حفظ القرآن كاملًا، مع مراعاة قواعد الترتيل بالرواية التي يختارها المرشح، وتفسير الجزء الذي تحدده وزارة الأوقاف والشؤون الإسلامية كل سنة، وتتكون هذه الجائزة من فرعين:
- فرع الحفظ الكامل مع الترتيل والتفسير.
- فرع التجويد وحسن الأداء مع حفظ خمسة أحزاب من القرآن الكريم.

أما لجنة تحكيم هذه المسابقة فتتكون من عشرة أعضاء، ستة منهم مغاربة (من بينهم الرئيس) تقترحهم الأمانة العامة للمجلس العلمي الأعلى ويوافق عليهم وزير الأوقاف والشؤون الإسلامية، إلى جانب أربعة ضيوف من بعض الدول العربية والإسلامية.

#### الدول المشاركة
يشارك في هذه المسابقة القراء المغاربة الذين فازوا في المسابقة الإقصائية التي تنظمها وزارة الأوقاف والشؤون الإسلامية خلال شهر شوال. من كل عام وعددهم أربعة متبارين بمعدل اثنين في كل فرع (فرع الحفظ الكامل مع الترتيل والتفسير وفرع حفظ خمسة أحزاب مع التجويد)، وتخصص لهم دورة تكوينية قبل المسابقة النهائية بفترة زمنية، يؤطرها أساتذة مختصون. أما القراء الأجانب، فتقوم الوزارة المغربية بمراسلة وزارات الشؤون الدينية للبلدان المدعوة أو من يمثلها، وسفراء المغرب بهذه الدول لترشيح قارئ أو اثنين للمشاركة في هذه الجائزة حسب ما تحدده الوزارة بالنسبة لكل دولة.
يشترك في هذه الجائزة أكثر من ثلاثين دولة بالإضافة إلى المغرب البلد المنظم، فعلى سبيل المثال شارك أزيد من خمسين متنافسا من 38 دولة عربية وإسلامية وغير إسلامية في الدورة الحادية عشرة التي انطلقت فعالياتها يوم الثلاثاء 3 ربيع الأول 1437هـ الموافق لـ15 ديسمبر 2015، بالدار البيضاء. ومن بين البلدان المشاركة في هذه الدورة، فلسطين وتونس والسعودية والإمارات العربية المتحدة واليمن والبحرين والأردن ومصر والسودان والجزائر وقطر والكويت ولبنان وسلطنة عمان وموريتانيا وماليزيا وإندونيسيا وباكستان وتركيا ومالي والسينغال وكوت ديفوار والغابون ونيجيريا والكاميرون وجزر القمر وسلطنة بروناي وروسيا وكندا.

#### القيمة المالية
في فرع الحفظ الكامل مع الترتيل والتفسير يخصص للفائز بالمرتبة الأولى مبلغ مالي قدره خمسون ألف درهم (50,000 درهم)، أما الفائز بالمرتبة الثانية فيحصل على مبلغ أربعون ألف درهم (40,000 درهم)، والفائز بالمرتبة الثالثة يحصل على ثلاثون ألف درهم (30,000 درهم).
أما في فرع التجويد وحسن الأداء مع حفظ خمسة أحزاب من القرآن الكريم، يحصل الفائز الأول على مبلغ مالي قدره ثلاثون ألف درهم (30,000 درهم)، ويحصل الفائز الثاني على عشرون ألف درهم (20,000 درهم)، أما الفائز الثالث فيحصل على عشرة آلاف درهم (10,000 درهم).
كما يُحددُ مبلغ ثلاثة آلاف درهم (3.000 درهم) لكل واحد من المشاركين في المسابقة النهائية من غير الفائزين بإحدى جوائزها فضلا عن تخصيص جوائز أدبية تشجيعية لكل الفائزين والمشاركين.

#### فائزون سابقون
فيما يلي أسماء الفائزين بجائزة محمد السادس الدولية في حفظ القرآن الكريم وترتيله وتجويده، الذين يتسلمون جوائزهم من يدي ملك المغرب محمد السادس بمناسبة ذكرى المولد النبوي من كل عام.
الفائزين سنة 2017/1439، في فرع الحفظ الكامل مع الترتيل والتفسير، فاز محمد الأطرش من المغرب بالرتبة الأولى، وفاز حمزة صابو من المغرب بالرتبة الثانية، وفاز بسام باسم خليل من الأردن بالرتبة الثالثة. أما الفائزين في فرع حفظ خمسة أحزاب مع التجويد فهم إبراهيم رمضان شعبان من تنزانيا بالرتبة الأولى، وفاز إلياس المهياوي من المغرب بالرتبة الثانية، وفاز آيات الله أحمد شور من إندونيسيا بالرتبة الثالثة.
الفائزين سنة 1438/2016، في فرع الحفظ الكامل مع الترتيل والتفسير، فاز السعيد فافا من المغرب بالرتبة الأولى، وفاز عبد الهادي أفندي من المغرب بالرتبة الثانية، وفاز رشيد العلاني من تونس بالرتبة الثالثة. أما الفائزين في فرع حفظ خمسة أحزاب مع التجويد، فهم محمد سمير محمد مجاهد من البحرين بالرتبة الأولى، ومحمد قصطالي من المغرب بالرتبة الثانية وعبد الحميد إبراهيم عيد من مصر بالرتبة الثالثة.
| الدورة                               | الفائزين بالفرع الأول | الفائزين بالفرع الثاني |
| ------------------------------------ | --- | --- |
| الدورة الأولى (1427هـ / 2006م)       | - الفائز الأول: معاذ الخلطي المغرب - الفائز: الثاني: أحمد نواف قطر - الفائز الثالث: عبد الهادي لعقاب الجزائر                                        | - الفائز الأول: محمد عماد الأكرمين المغرب - الفائز: الثاني: محمد إراوي المغرب - الفائز الثالث: عصام عبد الحفيظ الرباعي ليبيا                  |
| الدورة الثانية (1428هـ /2007م)       | - الفائز الأول: عبد الله بن عبد العزيز بن محمد السحيباني السعودية - الفائز: الثاني: فادي سعود الجبور الأردن - الفائز الثالث: محمد صلاح علي عطية مصر | - الفائز الأول: عاهد بشير روبين زينو فلسطين - الفائز: الثاني: محمد علي الكرداسي ليبيا - الفائزة الثالثة: شمس المعارف أأي جلال الدين إندونيسيا |
| الدورة الثالثة (1429هـ / 2008م)      | - الفائز الأول: عبد الرحيم إيران المغرب - الفائز: الثاني: عبد الله بن عبد الرحمن خليل شالوالة السعودية - الفائز الثالث: عبد الرحيم بيضون المغرب     | - الفائز الأول: محمد مقاتلي الجزائر - الفائز: الثاني: عبد الصمد حمدان المغرب - الفائز الثالث: خالد البوزيدي المغرب                            |
| الدورة الرابعة (1430هـ / 2009م)      | - الفائز الأول: عبد الرحيم بيضون (2) المغرب - الفائز: الثاني: أحمد حسن إبراهيم عليان مصر - الفائز الثالث: سيدي محمد نجيب العلوي المغرب              | - الفائزة الأولى: هاجر بوساق المغرب - الفائز: الثاني: هشام العظيمي المغرب - الفائز الثالث: يوسف محمد علي حسن اليمن                            |
| الدورة الخامسة (1431هـ / 2010م)      | - الفائز الأول: سيدي محمد نجيب العلوي (2) المغرب - الفائز: الثاني: إرحام دنجوران إندونيسيا - الفائز الثالث: أنس نجيب العلوي المغرب                  | - الفائز الأول: هشام العظيمي (2) المغرب - الفائز: الثاني: خالد البوزيدي (2) المغرب - الفائز الثالث: عبد المطلب علي أحمد ليبيا                 |
| الدورة السادسة (1432هـ / 2011م)      | - الفائز الأول: ديدن منذر مخيار الدين إندونيسيا - الفائز: الثاني: الحسين البقالي (2) المغرب - الفائز الثالث: حمد وحيد توفيق سليمان فلسطين           | - الفائز الأول: أحمد ترميذي بن حاج ماليزيا - الفائز: الثاني: يوسف قاسم حلاوة مصر - الفائز الثالث: أحمد البشير عبد الله ليبيا                  |
| الدورة السابعة (1433هـ / 2012م)      | - الفائزة الأولى: أمينة سلامة الجزائر - الفائز: الثاني: موحسين غشوي المغرب - الفائز الثالث: عبد الحكيم الشاذلي المغرب                               | - الفائز الأول: زكريا طرابلسي لبنان - الفائز: الثاني: أحمد الخالدي المغرب - الفائز الثالث: محمد صلاح الوكيل مصر                               |
| الدورة الثامنة (1434هـ / 2013م)      | - الفائز الأول: محمد سايد المغرب - الفائز: الثاني: محمد الملوكي المغرب - الفائزة الثالثة: هاجر سباح الجزائر                                         | - الفائز الأول: يازار كهادار تركيا - الفائز: الثاني: محمد قصطالي المغرب - الفائز الثالث: معاذ الدويك المغرب                                   |
| الدورة التاسعة (1435هـ / 2014م)      | - الفائز الأول: عمر بن أنور بن إبراهيم نبراوي السعودية - الفائز: الثاني: موحسين غشوي المغرب - الفائزة الثالثة: الزهراء هني الجزائر                  | - الفائز الأول: نافع محمد جلال عبد الرحمن الديب مصر - الفائز: الثاني: محمد قصطالي المغرب - الفائز الثالث: أسامة سعيد محمود خمايسة فلسطين      |
| الدورة العاشرة (1436هـ / 2015م)      | - الفائز الأول: الحسين البقالي المغرب - الفائز: الثاني: - الفائز الثالث :                                                                           | - الفائز الأول: أحمد الخالدي الديب المغرب - الفائز: الثاني: - الفائز الثالث:                                                                  |
| الدورة الحادية عشرة (1437هـ / 2015م) | - الفائز الأول: إبراهيم عبد العزيز مصر - الفائز: الثاني: عبد الهادي أفندي المغرب - الفائز الثالث : محمد يحيى أحمد محمد طاهر قطر                     | - الفائز الأول: معاذ الدويك المغرب - الفائز: الثاني: محمد فلاح المغرب - الفائز الثالث: إسلام محمد إبراهيم أحمد نوح مصر                        |

### المسابقة الوطنية
هي جائزة أُحدثت في الظهير الملكي رقم 1.04.223 في 7 محرم 1426 هـ، وحسب هذا المرسوم الملكي فإن الهدف من إحداثها هو ربط الناشئة والشباب المسلم بالقرآن الكريم، وتشجيعه على حفظه وترتيله وتجويده وتدبر أحكامه ومعانيه وتطبيقها في مختلف جوانب حياته الدينية والدنيوية، ورغبة أيضاً في المحافظة على الطريقة المغربية في التجويد والتحفيز على الإقبال عليها، وتشجيع الراغبين في التجويد بالطريقة المشرقية. وتشتمل الجائزة على ثلاثة فروع أساسية هي:
1. جائزة محمد السادس الوطنية في حفظ القرآن الكريم وترتيله.
2. وجائزة محمد السادس الوطنية في تجويد القرآن الكريم بالطريقة المغربية.
3. وجائزة محمد السادس الوطنية في تجويد القرآن الكريم بالطريقة المشرقية.

#### الشروط والأحكام
- شروط عامة: الشروط العامة لنيل الجائزة بفروعها الثلاثة هي:[33]

1. أن يكون المرشح مغربياً.
2. ألا يقل سنّهُ عن 7 سنوات وألا يتجاوز 40 سنة.
3. وألا يسبق له الفوز بالمرتبة الأولى في أحد فروع المسابقة النهائية ما لم يتقدم للتباري في فرع آخر.

- شروط خاصة بفروع الجائزة: إلى جانب الشروط العامة، توجد شروط أخرى خاصة بكل فرع على حدة من فروع الجائزة، وتفصيل ذلك على النحو التالي:[34]

1. الفرع الأول (فرع الحفظ الكامل مع الترتيل): تُمنح الجائزة عن حفظ القرآن الكريم كاملاً مع مراعاة قواعد الترتيل برواية ورش عن نافع من طريق الأزرق.

1. الفرع الثاني (فرع التجويد بالطريقة المغربية): تُمنح الجائزة عن تجويد القرآن الكريم بالطريقة المغربية مع حفظ القارئ المرشح لخمسة أحزاب على الأقل من القرآن الكريم برواية ورش عن نافع من طريق الأزرق.
2. الفرع الثالث (فرع التجويد بالطريقة المشرقية): تُمنح الجائزة عن تجويد القرآن الكريم بالطريقة المشرقية مع حفظ القارئ المرشح لخمسة أحزاب على الأقل من القرآن الكريم برواية ورش عن نافع من طريق الأزرق.

#### مراحل المسابقة
تجرى المراحل الإقصائية لنيل هذه الجائزة على مستوى العمالات والأقاليم، في الأماكن والتواريخ التي تحددها المندوبيات الإقليمية للشؤون الإسلامية في الإعلانات التي تصدرها قبل شهرين من تاريخ المسابقة النهائية. وتجرى المسابقة النهائية لنيل الجائزة بفروعها الثلاثة خلال الأسبوع الثالث من شهر رمضان.
تشرف على المسابقات الإقصائية لنيل الجائزة لجان تحكيم محلية تتألف من رئيس المجلس العلمي المحلي المعني أو من يمثله رئيسا، وعضو من المجلس العلمي المحلي مقررا، وثلاثة من العلماء الحفاظ للقرآن الكريم الملمين بعلم التجويد وطرقه العربية، وتقوم هذه اللجان باختيار المرشحين الثلاثة الأوائل للمشاركة في المسابقة النهائية لنيل جائزة محمد السادس الوطنية في حفظ القرآن الكريم وترتيله وتجويده باعتماد الفائز الحاصل على أكبر مجموع من النقط ضمن كل فرع، يقصد بالمرشحين الثلاثة الأوائل: الفائز الأول في كل فرع من فروع هذه الجائزة. ولا تكون مداولات اللجان المحلية قانونية إلا بمشاركة ثلاثة من أعضائها على الأقل، وتعتبر نتائجها نهائية وغير قابلة للمراجعة.
ويعين وزير الأوقاف والشؤون الإسلامية لجنة من عشرة أعضاء من ذوي الاختصاص المشهود بمكانتهم العلمية ونزاهتهم الفكرية لتحكيم المسابقة النهائية ويكلف أحدهم برئاسة اللجنة، حيث تقوم هذه اللجنة بتحديد الفائزين وذلك باعتماد الفائزين الثلاثة الأوائل الحاصلين على أكبر مجموع من النقط ضمن الفروع الثلاثة، وفي حالة تساوي درجات فائزين أو أكثر يعاد الاستماع إليهم ويختار الفائز بالتصويت مع ترجيح جانب الرئيس في حالة تساوي الأصوات، ولا تكون مداولات هذه اللجنة أيضا قانونية إلا بمشاركة نصف أعضائها.

#### القيمة المالية
- جوائز الفرع الأول (فرع الحفظ الكامل مع الترتيل): تمنح للفائزين الثلاثة الأوائل في الفرع الأول من «جائزة محمد السادس الوطنية في حفظ القرآن الكريم وترتيله وتجويده» الجوائز النقدية التالية:

1. خمسة عشر ألف درهم (15.000 درهم) للفائز الأول.
2. إثنى عشرة ألف درهم (12.000 درهم) للفائز الثاني.
3. عشرة آلاف درهم (10.000 درهم) للفائز الثالث.

- جوائز الفرع الثاني والثالث: وتمنح للفائزين الثلاثة الأوائل في الفرعين الثاني والثالث من «جائزة محمد السادس الوطنية في حفظ القرآن الكريم وترتيله وتجويده» الجوائز النقدية التالية:

1. إثنى عشرة ألف درهم (12.000 درهم) للفائز الأول.
2. عشرة آلاف درهم (10.000 درهم) للفائز الثاني.
3. ثمانية آلاف درهم (8.000 درهم) للفائز الثالث.

- مكافآت لبقية المشاركين من غير الفائزين: يمنح مبلغ ألفي درهم (2000 درهم) للمشاركين في المسابقة النهائية لنيل «جائزة محمد السادس الوطنية في حفظ القرآن الكريم وترتيله وتجويده» من غير الفائزين بإحدى جوائزها.[4]

#### فائزون سابقون
في 10 يونيو 2018 بالمدرج الكبير التابع لمعهد محمد السادس لتكوين الأئمة المرشدين والمرشدات بالرباط، تُوِّج الفائزين بالمسابقة النهائية لنيل جائزة محمد السادس الوطنية في حفظ القرآن الكريم وترتيله وتجويده. وخلال أمسية دينية أقيمت في إطار «ليلة القرآن» المنظمة من قبل وزارة الأوقاف والشؤون الإسلامية بمناسبة شهر رمضان، تحت شعار ﴿إِنَّا أَنزَلْنَاهُ فِي لَيْلَةٍ مُّبَارَكَةٍ ۚ إِنَّا كُنَّا مُنذِرِينَ﴾، فاز المقرئ عبد الله الزهاني، مرشح المندوبية الجهوية للشؤون الإسلامية للوزارة بمكناس، بالمرتبة الأولى في فرع الحفظ الكامل للقرآن الكريم مع الترتيل. وأحرز المقرئ أسامة الخلطي، مرشح المندوبية الجهوية للشؤون الإسلامية لجهة الدار البيضاء الكبرى، المرتبة الأولى في فرع التجويد مع حفظ خمسة أحزاب على الطريقة المشرقية، فيما فازت المقرئة فرح البقالي، مرشحة المندوبية الإقليمية للوزارة بمدينة الخميسات، بالمرتبة الأولى في فرع التجويد مع حفظ خمسة أحزاب على الطريقة المغربية.

## جائزة الطفل الحافظ للقرآن الكريم

شعار جائزة محمد السادس للطفل الحافظ للقرآن الكريم

هي جائزة تُنظم على هامش جائزة محمد السادس الوطنية في حفظ القرآن الكريم وترتيله وتجويده، وتسلم للحائز على الرتبة الأولى كأصغر طفل حافظ للقرآن الكريم من بين المرشحين المقترحون من طرف المجالس العلمية المحلية.
حيث يتبارى فيها مجموعة من الأطفال الحفاظ الذين يرشحون بالتنسيق مع الأمانة العامة للمجلس العلمي الأعلى.
ويقوم بالتحكيم في هذه الجائزة نفس اللجنة العلمية التي عملت على التحكيم في جائزة محمد السادس الوطنية سابقة الذكر. وتختار هذه اللجنة الطفل الفائز، الحافظ للقرآن الكريم كاملا، ليقوم بالسلام على ملك المغرب محمد السادس وذلك في ليلة القدر من شهر رمضان، ويتسلم جائزته. ويقوم أيضا بافتتاح حفل ليلة القدر بقراءة ما تيسر من القرآن الكريم. ويخصص للفائز بهذه الجائزة مبلغ مالي قدره خمسون ألف درهم (50.000 درهم). بالإضافة إلى المصحف الشريف وشهادة تفوق. كما تُخصص مكافآت مالية لباقي الأطفال المشاركين.

### فائزون سابقون
- فاز محمد أغلايش بجائزة محمد السادس للطفل الحافظ حيث تسلم جائزته ليلة الاثنين 26 رمضان 1439 (11 يونيو 2018) بمسجد حسان بالرباط، وهو مرشح المجلس العلمي المحلي لوزان، ولد يوم 18 فبراير 2006 بشفشاون، ومقيم حاليا بمدينة المضيق.[42]
- فاز عبد الحميد اكزوم بجائزة الطفل الحافظ لعام 1436، وهو مرشح المجلس العلمي المحلي لعمالة مقاطعات عين السبع الحي المحمدي، ولد يوم 12 أكتوبر 2003 بشيشاوة، ومقيم حالياً بدوار انمرن كوزمت امنتانوت.[43]
- وفي يوم الخميس 26 رمضان 1435هـ الموافق لـ 24 يوليو 2014 فاز زكرياء الباز من الدار البيضاء (تسع سنوات)، بالرتبة الأولى لجائزة محمد السادس للطفل الحافظ للقرآن الكريم.[44]

## جائزة أهل القرآن

شعار جائزة محمد السادس لأهل القرآن

هي جائزة أمر محمد السادس بإحداثها في الظهير الملكي رقم 1.07.204 الصادر في 19 ذي القعدة 1428 هـ الموافق 30 نوفمبر 2007، وتمنح سنويًا لكل شخص مشهود له بخدمته للقرآن الكريم سواء في تميزه في نشره أو أدائه أو تبريزا في علم من علومه. ويشترط في المرشح لنيل هذه الجائزة، أن يكون مغربيا؛ وألا تقل مدة خدمته للقرآن الكريم عن عشر سنوات؛ وألا يسبق له نيل هذه الجائزة.
ويمكن اختيار مستحق نيل الجائزة إما مباشرة من قبل محمد السادس وإما بناء على اقتراح يرفعه وزير الأوقاف والشؤون الإسلامية إلى محمد السادس. وتحدد قيمة الجائزة في مائة ألف (100.000) درهم، وتمنح من الميزانية الخاصة للأوقاف.

### فائزون سابقون
- في ليلة الاثنين 26 رمضان 1439 (الموافق 11 يونيو 2018)، فاز محمد بالوالي بجائزة محمد السادس لأهل القرآن وهو من مواليد سنة 1945 بمدينة تاوريرت، حاصل على دكتوراه الدولة في علم القراءات، ورئيس المجلس العلمي المحلي بتاوريرت، ومقيم حاليا بمدينة وجدة.[46]
- وفي مساء يوم الأربعاء 26 رمضان 1438 (الموافق 21 يونيو 2017) بمسجد الحسن الثاني بالدار البيضاء، فاز العوني الزاوية إمام بمسجد الفتح بمدينة الصخيرات.[47]
- ومساء يوم السبت 26 رمضان 1437 (الموافق 02 يوليوز 2016) فاز إبراهيم الأنصاري مدرس بالمدرسة العتيقة المنيزلة بتارودانت.[48]
- وفي عام 1436-2015 فاز محمد الجيلاني رئيس المجلس العلمي المحلي بأوسرد.[49]
- في عام 1435/2014 فاز عبد الله أبو عطاء الله من بني ملال.[50]

## وصلات خارجية
- موقع وزارة الأوقاف والشؤون الإسلامية
- فتح باب الترشيح لجائزة محمد السادس للكتانيب القرآنية من 07 نوفمبر 2017 إلى 20 يناير 2018
- الفائزون بجائزة محمد السادس الدولية للقرآن الكريم